# Wólka Klonowska (województwo warmińsko-mazurskie)
Wólka Klonowska (niem. Georgenthal) – osada w Polsce, położona w województwie warmińsko-mazurskim, w powiecie ostródzkim, w gminie Ostróda.
Do 2024 r. miejscowość była częścią wsi Wygoda. W latach 1975–1998 Wólka Klonowska administracyjnie należała do województwa olsztyńskiego.